# 경원공
경원공(慶源公, ? ∼ 1279년 음력 2월 27일)은 고려의 왕족, 예학자로. 희종의 셋째아들이다. 본관은 개성(開城)이고 이름은 조(祚)이다.
고려 신종의 손자이자 고려 희종의 셋째 아들이다. 전고(典故)와 예학에 밝아 당시 사람들이 예(禮)의 대가로 지목하였으며, 원종도 의심나는 바가 있으면 그를 찾아 반드시 물었고, 종실의 귀감이라고 하였다. 그가 죽자 충렬왕이 홍대촉(紅大燭)을 사용할 것을 허락하니, 이 때부터 사서인(士庶人)의 집에서도 빈소와 제사를 지낼 때 모두 홍대촉을 사용하게 되었다.

## 가족
- 조부: 신종(神宗)
- 조모: 선정왕후 김씨(宣靖王后)
- 부왕: 희종(熙宗)
- 모후: 성평왕후 임씨 (成平王后) 영인후(寧仁侯) 왕진(王稹)의 딸
  - 형: 창원공(昌原公) 왕지(王祉)
  - 형: 시령후(始寧侯) 왕위(王禕)
    - 조카: 왕굉 (王宏)
    - 장남: 광평공(廣平公) 왕혜(王譓) - 원종의 딸인 함녕궁주(咸寧宮主)와 혼인
    - 차남: 정안후(定安侯) 왕균(王畇)

  - 동생: 대선사(大禪師) 경지(鏡智)
  - 동생: 충명국사(冲明國師) 각응(覺膺)
  - 동생: 안혜왕후 (安惠王后) 고종의 왕후
  - 동생: 영창공주 (永昌公主) - 단양백(丹陽伯) 왕서(王楈)와 혼인.
  - 동생: 덕창궁주 (德昌宮主) - 최충헌의 아들인 영가후(永嘉侯) 최전(崔瑼)과 혼인.
  - 동생: 가순궁주 (嘉順宮主) - 신안공(新安公) 왕전(王恮)과 혼인하여 딸 경창궁주를 낳음
    - 조카: 경창궁주 - 원종과 혼인.

  - 동생: 정희궁주 (貞禧宮主) - 영안공(永安公) 왕희(王僖)와 혼인